# Петрово (Сафоновський район)
Петрово (рос. Петрово) — присілок Сафоновського району Смоленської області Росії. Входить до складу Пушкінського сільського поселення.
Населення — 56 осіб (2007 рік). 